# Rallye Monte Carlo 2011

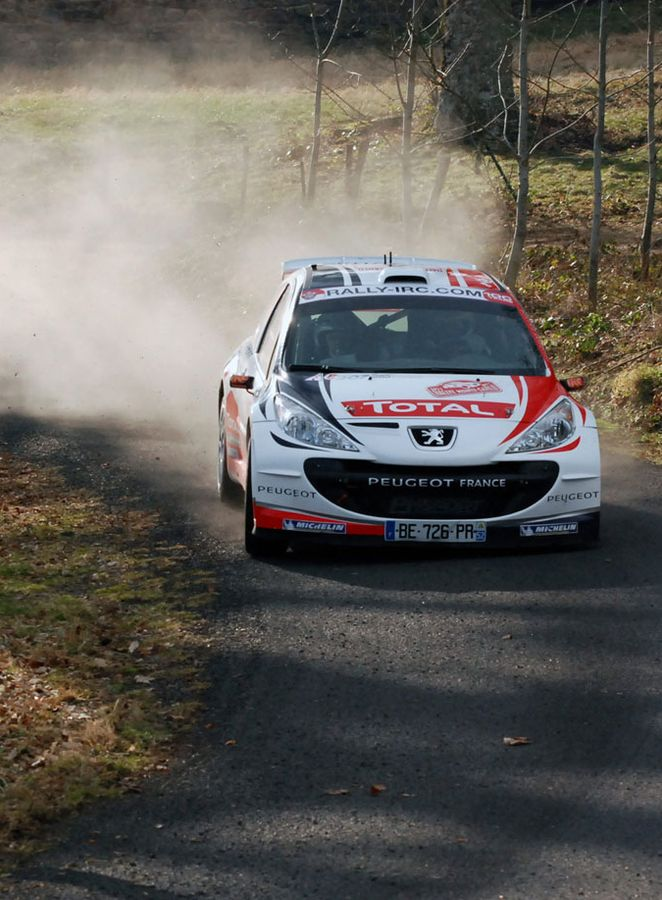
Der Sieger der Rallye Monte Carlo, Bryan Bouffier im Peugeot 207 S2000

Die 79. Rallye Monte Carlo, offiziell 79ème Rallye Automobile de Monte-Carlo, wurde vom 19. bis 22. Januar 2011 ausgetragen. Sie war der erste Lauf der Intercontinental Rally Challenge 2011 und fand genau 100 Jahre nach der Erstaustragung der Rallye Monte Carlo statt.

## Streckenverlauf
Bei der Rallye Monte Carlo 2011 wurden innerhalb von 13 Wertungsprüfungen 337,06 gewertete Kilometer zurückgelegt. Die Gesamtdistanz betrug 1341,75 Kilometer. Gestartet wurde am Morgen des 19. Januar in Valence in der Region Rhône-Alpes. Zu den anspruchsvollen, letzten vier Wertungsprüfungen am Abend des 21. und in der Nacht auf den 22. Januar waren nur noch die 60 bestplatzierten Fahrer der Gesamtwertung startberechtigt da die Veranstalter auf den Einsatz des Superally-Reglements verzichteten. Die Strecken dieser Prüfungen begannen am Fuße eines Berges und verliefen eine Passstraße entlang diesen hinauf und wieder herab. Darunter befand sich auch der berühmte Col de Turini, der zweimal überquert wurde.
Die Straßen der Rallye Monte Carlo 2011 waren asphaltiert, jedoch konnte sich die Bodenbeschaffenheit wegen der niedrigen Temperaturen während einer Etappe ändern, sodass verschneite und vereiste Abschnitte überquert werden mussten. Die Reifenwahl spielte daher wie üblich bei der Rallye Monte Carlo eine entscheidende Rolle.

## Teilnehmer

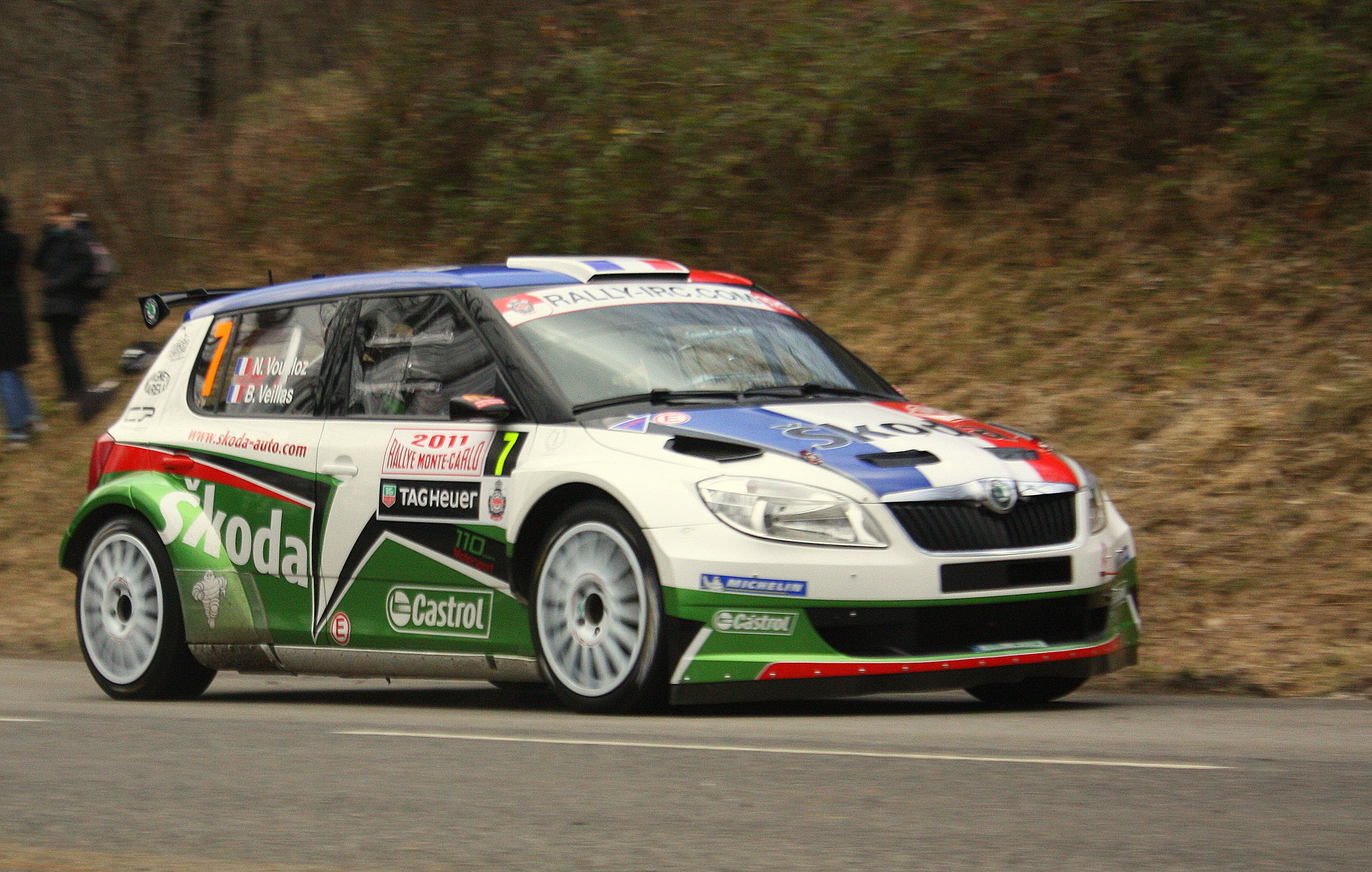
Nicolas Vouilloz erreichte bei seinem Gaststart den siebten Platz

Zur Teilnahme an der Rallye Monte Carlo 2011 bewarben sich 300 Fahrerpaarungen. Der Automobilclub von Monaco entschloss sich daher dazu, nicht wie ursprünglich vorgesehen 100, sondern 120 Startplätze zu vergeben.
In den technisch anspruchsvolleren Super-2000-Fahrzeugen gingen 32 Fahrer an den Start. Unter den Piloten des Škoda Fabia S2000 befand sich als Topfavorit auf den Gesamtsieg der amtierende IRC-Titelträger Juho Hänninen, der in der Saison 2011 in der S-WRC an den Start geht und bei der Rallye Monte Carlo nur einen Gaststart in der IRC absolvierte. Weitere Škoda-Fahrer waren unter anderem der Vizemeister Jan Kopecký, Nicolas Vouilloz und Freddy Loix. Für Škoda UK ging Andreas Mikkelsen an den Start, und Škoda Deutschland setzte ebenfalls ein Fahrzeug für Mark Wallenwein ein, der bei der Rallye Monte Carlo sein Debüt in der IRC gab. Der ehemalige Formel-1-Fahrer Alex Caffi brachte einen privaten Škoda Fabia S2000 an den Start.
Einen Peugeot 207 S2000 pilotierten unter anderem Stéphane Sarrazin, der üblicherweise als Peugeot-Werksfahrer an Sportwagenrennen teilnimmt, Bryan Bouffier, Guy Wilks, Toni Gardemeister, Giandomenico Basso, Bruno Magalhães und Thierry Neuville. Zu den Favoriten zählte auch der ehemalige Rallye-Weltmeister Petter Solberg, der als Gaststarter an der Rallye Monte Carlo 2011 teilnahm und seine erste Rallye mit dem Peugeot 207 S2000 absolvierte. Ein weiterer prominenter Teilnehmer war François Delecour, der Sieger der Rallye Monte Carlo 1994, der nach acht Jahren Pause im Alter von 48 Jahren sein Comeback im internationalen Rallyesport gab. In einem Ford Fiesta S2000 nahm Henning Solberg, Petter Solbergs Bruder, die Fahrt auf. Der malaysische Automobilhersteller Proton brachte zwei Proton Satria Neo S2000 für Christopher Atkinson und Per-Gunnar Andersson an den Start.
Auch in den anderen Klassen waren einige bekannte Teilnehmer gemeldet. Der Österreicher Andreas Aigner setzte einen Mitsubishi Lancer Evo X der Gruppe N ein. Adrien Tambay, der Sohn des ehemaligen Formel-1-Fahrers Patrick Tambay, nahm mit einem Citroën DS3 teil. Daniel Elena, der üblicherweise als Copilot an der Seite von Sébastien Loeb in der WRC fährt, absolvierte die Rallye nun selbst hinter dem Steuer eines Citroën DS3. Der älteste Fahrer war der 66-jährige Maurizio Verini, der bereits in den 1970er-Jahren viermal den zweiten Platz bei der Rallye San Remo erreichte.

## Verlauf der Rallye

### Tag 1
Am ersten Tag der Rallye war das Wetter noch sonnig und die Straßen trocken. Stéphane Sarrazin entschied die erste Wertungsprüfung für sich, hatte anschließend aber Gripverlust mit den von ihm gewählten weichen Reifen und fiel zurück. Juho Hänninen übernahm die Führung bereits nach der zweiten Prüfung, auf der er die Bestzeit erzielte. Diese ging auch auf der dritten Prüfung an Hänninen, Freddy Loix entschied die vierte Wertungsprüfung mit knappem Vorsprung vor Hänninen für sich. Nach dem ersten Tag lag Hänninen mit 44,5 Sekunden Vorsprung vor Loix in Führung. Auf dem dritten Platz folgte Petter Solberg mit 55,3 Sekunden Rückstand, Sarrazin lag nur 0,2 Sekunden hinter ihm auf Platz vier.
Bereits auf den ersten Prüfungen gab es Ausfälle einiger Mitfavoriten zu verzeichnen. Thierry Neuville hatte auf der ersten Prüfung einen Unfall, Andreas Mikkelsen kollidierte mit einer Mauer und beschädigte seine Radaufhängung, ebenso wie Henning Solberg eine Prüfung darauf. Alle drei Fahrer mussten die Rallye daraufhin aufgeben. Proton hatte frühzeitig kein Fahrzeug mehr im Rennen, nachdem Christopher Atkinson schon nach 700 Metern mit Elektronikproblemen liegenblieb und Per-Gunnar Andersson auf der zweiten Prüfung bei einer Kollision mit einem Stein an seinem Fahrzeug ein Rad abriss.

### Tag 2

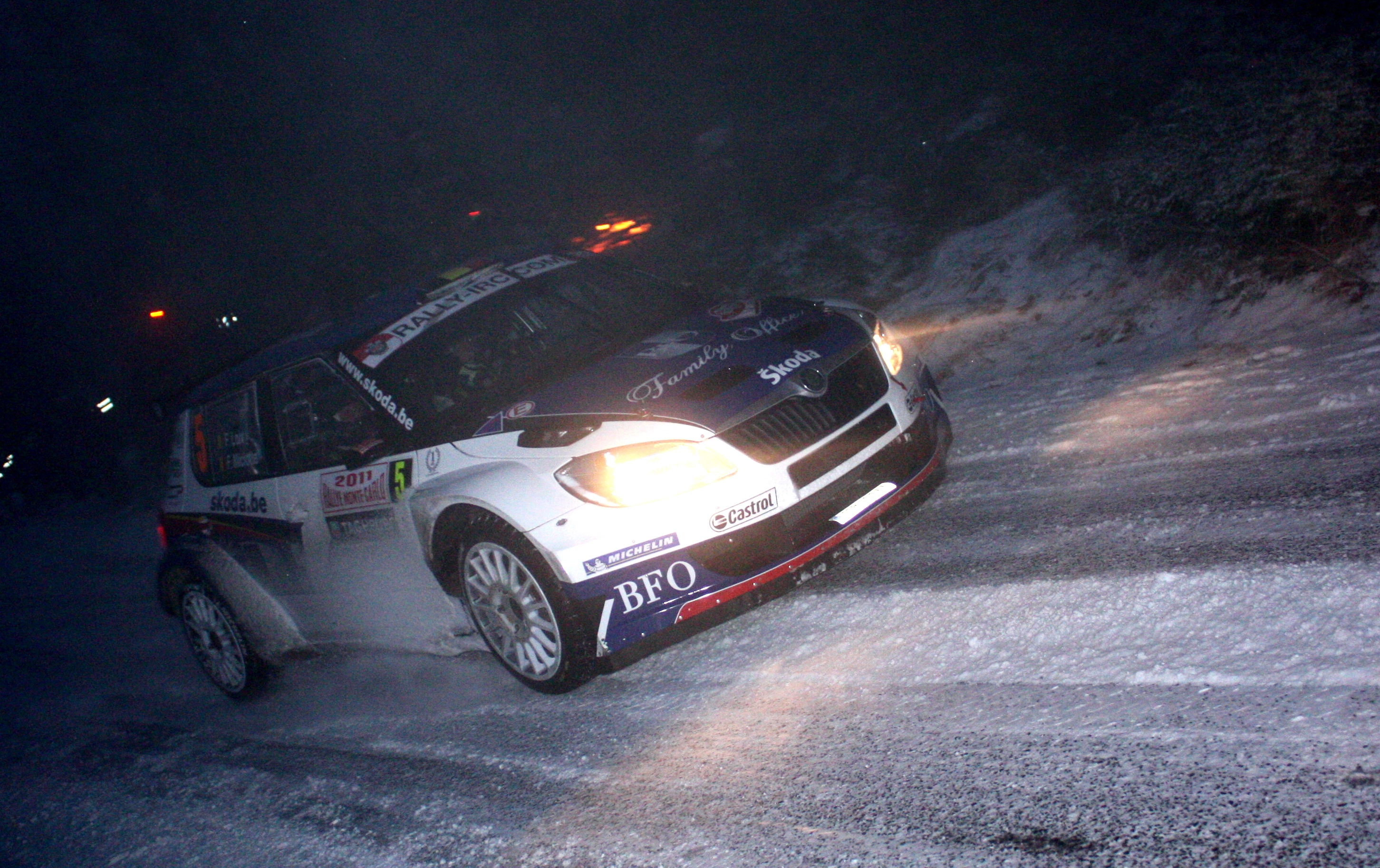
Freddy Loix auf verschneiter Straße

Die beiden ersten Wertungsprüfungen am zweiten Rallyetag gewannen Juho Hänninen und Bryan Bouffier. Gegen Mittag setzte in den höheren Gebieten ein leichter Schneefall ein, der im Laufe des Tages immer stärker wurde. Vor den beiden Wertungsprüfungen am Nachmittag entwickelte sich daher ein Reifenpoker, der entscheidend für den Verlauf der anschließenden Etappen wurde. Die meisten Favoriten gingen mit nachgeschnittenen Intermediates an den Start, jedoch boten diese auf den inzwischen stark verschneiten Straßen nicht mehr ausreichend Grip. Hänninen verlor auf den beiden Prüfungen am Nachmittag insgesamt fast fünf Minuten und lag anschließend nur noch mit über zweieinhalb Minuten Rückstand auf dem sechsten Platz. Petter Solberg bereitete zusätzlich ein Reifenschaden infolge eines Ausrutschers Schwierigkeiten. Er fiel auf den siebten Platz zurück und hatte bereits fast vier Minuten Rückstand.
Die richtige Reifenwahl trafen die beiden Peugeot-Piloten Bouffier und François Delecour. Während Bouffier sich für reine Winterreifen entschied, setzte Delecour sogar auf spikebesetzte Winterreifen. Beide Piloten konnten somit bei stärker werdendem Schneefall schneller fahren als die Konkurrenten und sicherten sich nacheinander die Bestzeiten der Wertungsprüfungen sieben und acht. Die vor allem auf der achten Wertungsprüfung extremen Witterungsbedingungen verdeutlicht auch die niedrige Durchschnittsgeschwindigkeit des Schnellsten, Delecour, von gerade einmal 68 Kilometern pro Stunde. Trotz zweier Dreher auf der achten Prüfung lag Bouffier nach dem zweiten Tag in Führung und hatte 28 Sekunden Vorsprung auf Delecour. Freddy Loix lag bereits mit 65,5 Sekunden Rückstand auf Platz drei, gefolgt von Guy Wilks und Stéphane Sarrazin.

### Tag 3
Die neunte Wertungsprüfung am Morgen des dritten Rallyetages entschied Stéphane Sarrazin für sich. Die Bestzeiten auf den beiden Prüfungen am Abend gingen an Nicolas Vouilloz und Giandomenico Basso. Freddy Loix absolvierte ebenfalls schnelle Zeiten und konnte seinen Rückstand auf Bryan Bouffier auf 47,7 Sekunden reduzieren. Er verdrängte François Delecour auf den dritten Platz, dessen Motor nicht mehr die volle Leistung entwickeln konnte und ihm somit auf den Bergaufpassagen viel Zeit kostete. Auf der elften Prüfung blieb das Getriebe von Sarrazins Peugeot im vierten Gang stecken, was eine gute Zeit verhinderte und ihn wieder etwas zurückwarf.
Mit einem komfortablen Vorsprung nahm der führende Bouffier die entscheidenden letzten beiden Wertungsprüfungen in der Nacht der langen Messer in Angriff. Er brachte einen Vorsprung von 32,5 Sekunden auf Loix ins Ziel und erzielte damit seinen ersten Sieg in der IRC. Schnellster auf den beiden Prüfungen war wieder Sarrazin, dessen Fahrzeug mit einem neuen Getriebe ausgerüstet war, das seine Mechaniker innerhalb des vorgeschriebenen Zeitfensters für Reparaturen austauschen konnten. Er arbeitete sich noch bis auf den dritten Platz in der Gesamtwertung vor, erhielt jedoch die Stallorder, zu spät zum Servicepark aufzutauchen und dadurch eine 30-Sekunden-Strafe zu kassieren. Dadurch rückte sein Teamkollege Guy Wilks auf den dritten Platz vor. Dies wurde von der Teamleitung dadurch begründet, dass Wilks als regelmäßiger Starter in der IRC die Punkte für den dritten Platz besser gebrauchen könne als Sarrazin, der nach seinem Gaststart bei der Rallye Monte Carlo wieder Sportwagenrennen fahren werde. Auf den weiteren Punkteplatzierungen folgten Delecour, Hänninen, Vouilloz, Kopecký, Basso und Gardemeister. Mark Wallenwein beendete die Rallye auf Platz 21. Petter Solberg musste auf der letzten Wertungsprüfung wegen einer defekten Lichtmaschine aufgeben. 54 Teilnehmer erreichten das Ziel.

## Ergebnisse

### Gesamtwertung
| Pos. | Fahrer             | Beifahrer              | Fahrzeug          | Gesamtzeit | Rückstand | Punkte |
| ---- | ------------------ | ---------------------- | ----------------- | ---------- | --------- | ------ |
| 1    | Bryan Bouffier     | Xavier Panseri         | Peugeot 207 S2000 | 3:32:55,6  |           | 25     |
| 2    | Freddy Loix        | Frédéric Miclotte      | Škoda Fabia S2000 | 3:33:28,1  | 32,5      | 18     |
| 3    | Guy Wilks          | Phil Pugh              | Peugeot 207 S2000 | 3:34:15,3  | 1:19,7    | 15     |
| 4    | Stéphane Sarrazin  | Jacques-Julien Renucci | Peugeot 207 S2000 | 3:34:17,5  | 1:21,9    | 12     |
| 5    | François Delecour  | Dominique Savignoni    | Peugeot 207 S2000 | 3:34:18,0  | 1:22,4    | 10     |
| 6    | Juho Hänninen      | Mikko Markkula         | Škoda Fabia S2000 | 3:34:24,9  | 1:29,3    | 8      |
| 7    | Nicolas Vouilloz   | Benjamin Veillas       | Škoda Fabia S2000 | 3:37:43,4  | 4:47,8    | 6      |
| 8    | Jan Kopecký        | Petr Starý             | Škoda Fabia S2000 | 3:40:41,5  | 7:45,9    | 4      |
| 9    | Giandomenico Basso | Mitia Dotta            | Peugeot 207 S2000 | 3:41:41,6  | 8:46,0    | 2      |
| 10   | Toni Gardemeister  | Tomi Tuominen          | Peugeot 207 S2000 | 3:42:04,6  | 9:09,0    | 1      |
| ...  |                    |                        |                   |            |           |        |
| 21   | Mark Wallenwein    | Stefan Kopczyk         | Škoda Fabia S2000 | 4:00:54,1  | 27:58,5   |        |

### Wertungsprüfungen
| Tag                  | WP   | Uhrzeit | Strecke                                   | Länge (km) | Sieger             | Zeit    | Geschw. (km/h) | Gesamtführender   |
| -------------------- | ---- | ------- | ----------------------------------------- | ---------- | ------------------ | ------- | -------------- | ----------------- |
| Tag 1 (19. Jan.)     | SS1  | 10:05   | Le Moulinon – Antraigues                  | 36,87      | Stéphane Sarrazin  | 23:35,6 | 93,76          | Stéphane Sarrazin |
| Tag 1 (19. Jan.)     | SS2  | 11:40   | Burzet – St Martial                       | 41,06      | Juho Hänninen      | 22:39,6 | 108,72         | Juho Hänninen     |
| Tag 1 (19. Jan.)     | SS3  | 14:11   | St-Bonnet-le-Froid – St-Bonnet-le-Froid   | 25,22      | Juho Hänninen      | 12:40,0 | 119,46         | Juho Hänninen     |
| Tag 1 (19. Jan.)     | SS4  | 16:20   | St-Bonnet-le-Froid – St-Bonnet-le-Froid   | 25,22      | Freddy Loix        | 12:37,2 | 119,90         | Juho Hänninen     |
| Tag 2 (20. Jan.)     | SS5  | 12:23   | St-Jean-en-Royans – Font d'Urle           | 23,05      | Juho Hänninen      | 11:51,0 | 116,71         | Juho Hänninen     |
| Tag 2 (20. Jan.)     | SS6  | 13:04   | Cimetiere de Vassieux – Col de Gaudissart | 24,13      | Bryan Bouffier     | 12:50,0 | 112,82         | Juho Hänninen     |
| Tag 2 (20. Jan.)     | SS7  | 16:07   | St-Jean-en-Royans – Font d'Urle           | 23,05      | Bryan Bouffier     | 14:57,1 | 92,50          | Bryan Bouffier    |
| Tag 2 (20. Jan.)     | SS8  | 16:48   | Cimetiere de Vassieux – Col de Gaudissart | 24,13      | François Delecour  | 21:16,7 | 68,04          | Bryan Bouffier    |
| Tag 3 (21.–22. Jan.) | SS9  | 09:08   | Montauban-sur-l'Ouvèze – Eygalayes        | 29,89      | Stéphane Sarrazin  | 17:45,3 | 101,01         | Bryan Bouffier    |
| Tag 3 (21.–22. Jan.) | SS10 | 19:15   | Moulinet – La Bollène Vésubie             | 23,41      | Nicolas Vouilloz   | 16:24,6 | 85,59          | Bryan Bouffier    |
| Tag 3 (21.–22. Jan.) | SS11 | 19:58   | Lantosque – Lucéram                       | 18,81      | Giandomenico Basso | 13:28,2 | 83,79          | Bryan Bouffier    |
| Tag 3 (21.–22. Jan.) | SS12 | 23:25   | Moulinet – La Bollène Vésubie             | 23,41      | Stéphane Sarrazin  | 16:08,8 | 86,99          | Bryan Bouffier    |
| Tag 3 (21.–22. Jan.) | SS13 | 00:08   | Lantosque – Lucéram                       | 18,81      | Stéphane Sarrazin  | 13:08,9 | 85,84          | Bryan Bouffier    |

## Berichterstattung
Die Fernsehsender Eurosport übertrug 12 Stunden live von der Rallye Monte Carlo 2011. Die Übertragung wurde von 14 Millionen Zuschauern verfolgt. Im Vergleich zur Rallye Monte Carlo 2010 konnte der Sender seine Zuschauerzahl um zwei Millionen bzw. 16,5 Prozent steigern.